# Střítež nad Ludinou
Střítež nad Ludinou är en ort i Tjeckien.   Den ligger i regionen Olomouc, i den östra delen av landet, 240 km öster om huvudstaden Prag. Střítež nad Ludinou ligger 347 meter över havet och antalet invånare är 853.
Terrängen runt Střítež nad Ludinou är varierad. Runt Střítež nad Ludinou är det ganska tätbefolkat, med 207 invånare per kvadratkilometer. Närmaste större samhälle är Hranice, 6,8 km söder om Střítež nad Ludinou. Trakten runt Střítež nad Ludinou består till största delen av jordbruksmark.